# Овчарово (Добричская область)
Овчарово (болг. Овчарово) — село в Болгарии. Находится в Добричской области, входит в общину Добричка. Население составляет 576 человек.

## Политическая ситуация
В местном кметстве Овчарово, в состав которого входит Овчарово, должность кмета (старосты) исполняет Иван Николов Вылев (коалиция партий: Демократы за сильную Болгарию (ДСБ), Земледельческий народный союз (ЗНС), Союз демократических сил (СДС)) по результатам выборов правления кметства.
Кмет (мэр) общины Добричка — Петко Йорданов Петков (Болгарская социалистическая партия (БСП)) по результатам выборов в правление общины.